# Yacine Bourhane
Yacine Bourhane (* 30. září 1998) je komorský profesionální fotbalista, který hraje na pozici záložníka za dánský klub Esbjerg fB. Narodil se ve Francii, ale hraje za komorský národní tým.

## Klubová kariéra
Bourhane začal svou kariéru v klubu Chamois Niortais. Svůj debut v Ligue 2 si odbyl 16. října 2017, když v utkání s Lorientem nastoupil jako náhradník místo Toma Lebeaua při remíze 0:0. V červenci 2021 podepsal smlouvu s Go Ahead Eagles.
Dne 31. ledna 2022 se Bourhane připojil k dánskému klubu Esbjerg fB a podepsal s ním smlouvu do konce roku 2024.

## Reprezentační kariéra
Bourhane, narozený ve Francii, má francouzské a komorské státní občanství. Bourhane debutoval za národní tým Komor 11. října 2020 v přátelském zápase, který Komory vyhráli 2:1 nad Libyí.
Byl zařazen do kádru Komor na Africký pohár národů 2021.

## Statistiky

### Klubové
Platí k zápasu hranému 15. června 2024.
| Klub              | Sezóna            | Liga              | Liga   | Liga | Národní pohár | Národní pohár | Ligový pohár | Ligový pohár | Ostatní | Ostatní | Celkově | Celkově |
| Klub              | Sezóna            | Soutěž            | Zápasy | Góly | Zápasy        | Góly          | Zápasy       | Góly         | Zápasy  | Góly    | Zápasy  | Góly    |
| ----------------- | ----------------- | ----------------- | ------ | ---- | ------------- | ------------- | ------------ | ------------ | ------- | ------- | ------- | ------- |
| Niort             | 2017/18           | Ligue 2           | 14     | 0    | 1             | 0             | 0            | 0            | —       | —       | 15      | 0       |
| Niort             | 2018/19           | Ligue 2           | 18     | 0    | 1             | 0             | 1            | 0            | —       | —       | 20      | 0       |
| Niort             | 2019/20           | Ligue 2           | 7      | 0    | 2             | 0             | 3            | 0            | —       | —       | 12      | 0       |
| Niort             | 2020/21           | Ligue 2           | 28     | 1    | 1             | 0             | —            | —            | 2       | 0       | 31      | 1       |
| Niort             | Celkově           | Celkově           | 67     | 1    | 5             | 0             | 4            | 0            | 2       | 0       | 78      | 1       |
| Go Ahead Eagles   | 2021/22           | Eredivisie        | 4      | 0    | 2             | 0             | —            | —            | —       | —       | 6       | 0       |
| Esbjerg fB        | 2021/22           | 1. division       | 10     | 0    | —             | —             | —            | —            | —       | —       | 10      | 0       |
| Esbjerg fB        | 2022/23           | 2. division       | 26     | 1    | 1             | 0             | —            | —            | —       | —       | 27      | 1       |
| Esbjerg fB        | 2023/24           | 2. division       | 24     | 3    | 1             | 0             | —            | —            | —       | —       | 25      | 3       |
| Esbjerg fB        | Celkově           | Celkově           | 60     | 4    | 2             | 0             | —            | —            | —       | —       | 62      | 4       |
| Celkově v kariéře | Celkově v kariéře | Celkově v kariéře | 131    | 5    | 9             | 0             | 4            | 0            | 2       | 0       | 146     | 5       |

### Reprezentační góly
Skóre a výsledky Komor jsou vždy zapsány jako první. Góly Yacina Bourhaneho jsou zvýrazněny.
| Gól | Datum              | Místo                                        | Soupeř     | Skóre | Výsledek | Soutěž                                   |
| --- | ------------------ | -------------------------------------------- | ---------- | ----- | -------- | ---------------------------------------- |
| 1.  | 18. listopadu 2024 | Grand Stade d'Al Hoceima, Al Hoceima, Maroko | Madagaskar | 1:0   | 1:0      | Kvalifikace na Africký pohár národů 2025 |

## Úspěchy
Esbjerg fB
- 2. division: 2023/24